# Pyrgohippus productus
Pyrgohippus productus är en insektsart som först beskrevs av Marius Descamps och Wintrebert 1966.  Pyrgohippus productus ingår i släktet Pyrgohippus och familjen Pyrgomorphidae. Inga underarter finns listade i Catalogue of Life.